# Animal Rights
Animal Rights je čtvrté studiové album amerického muzikanta Mobyho, které vyšlo v roce 1996. Animal Rights je nejméně úspěšná deska v jeho kariéře. Na rozdíl od předešlé desky Everything Is Wrong, která byla celá elektronická, je toto album punkrockové a ambientní.

## Seznam písní
1. Now I Let It Go – 2:08
2. Come on Baby – 4:39
3. Someone to Love – 2:51
4. Heavy Flow – 1:54
5. You – 2:33
6. My Love Will Never Die – 4:32
7. Soft – 3:57
8. Say It's All Mine– 6:04
9. That's When I Reach for My Revolver – 3:55
10. Face It – 10:01
11. Living – 6:59
12. Love Song for My Mom – 3:40